# Jets de Winnipeg (LHOu)
Pour les articles homonymes, voir Jets de Winnipeg (homonymie).
Les Jets de Winnipeg sont une franchise de hockey sur glace basée à Winnipeg dans le Manitoba au Canada qui a existé de 1967 à 1977 sous trois noms différents dans la Ligue de hockey de l'Ouest :
- Jets de Winnipeg - de 1967 à 1973
- Clubs de Winnipeg - de 1973 à 1976
- Monarchs de Winnipeg - pour la saison 1976-1977

En 1977 les Monarchs déménagent à Calgary dans l'Alberta et deviennent les Wranglers de Calgary. Ils restent dix saisons à Calgary avant de déménager encore une fois pour aller à Lethbridge, toujours dans l'Alberta, et se nommer Hurricanes.

## Saisons après saisons
| Saison    | PJ | V  | D  | N  | BP | BC  | Pts | Classement    | Progression                |
| --------- | -- | -- | -- | -- | -- | --- | --- | ------------- | -------------------------- |
| 1967-1968 | 60 | 27 | 26 | 7  | 61 | 276 | 362 | 6e de la LHOu | Défaite en quart de finale |
| 1968-1969 | 60 | 29 | 31 | 0  | 58 | 290 | 268 | 3e Est        | Défaite en quart de finale |
| 1969-1970 | 60 | 25 | 33 | 2  | 52 | 226 | 235 | 3e Est        | Défaite en demi-finale     |
| 1970-1971 | 66 | 31 | 32 | 3  | 65 | 278 | 269 | 3e Est        | Défaite en demi-finale     |
| 1971-1972 | 68 | 24 | 43 | 1  | 49 | 238 | 273 | 6e Est        | Non qualifiés              |
| 1972-1973 | 68 | 16 | 42 | 10 | 42 | 288 | 372 | 6e Est        | Non qualifiés              |

| Saison    | PJ | V  | D  | N  | BP | BC  | Pts | Classement | Progression                |
| --------- | -- | -- | -- | -- | -- | --- | --- | ---------- | -------------------------- |
| 1973-1974 | 68 | 23 | 38 | 7  | 53 | 258 | 338 | 6e Est     | Non qualifiés              |
| 1974-1975 | 70 | 23 | 35 | 12 | 58 | 265 | 366 | 5e Est     | Non qualifiés              |
| 1975-1976 | 72 | 27 | 39 | 6  | 60 | 302 | 378 | 4e Est     | Défaite en quart de finale |

| Saison    | PJ | V  | D  | N | BP | BC  | Pts | Classement  | Progression                |
| --------- | -- | -- | -- | - | -- | --- | --- | ----------- | -------------------------- |
| 1976-1977 | 72 | 31 | 34 | 7 | 69 | 341 | 384 | 2e Centrale | Défaite en quart de finale |